# Зальцман, Шломо
Шломо (Соломон Давидович) Зальцман (1 января 1872, Селец, Гродненская губерния — 1 декабря 1946, Тель-Авив) — еврейский предприниматель, журналист и общественный деятель, издатель.

## Биография
Родился в семье промышленника Давида Зальцмана — потомка Виленского гаона и Шейны-Ривки Лидер. Получил традиционное образование в хедере и иешиве Мира. В юности работал в организованном им кооперативе по доставке печатной продукции в Варшаве, затем работал на заводе готового платья в Нью-Йорке. Возвратившись в Россию, обосновался в Одессе. Познакомился с Владимиром Жаботинским, примкнул к «Ховевей Цион». Затем основал в городе издательство «Кадима» (совместно с Владимиром Жаботинским и Алейниковым), в котором были выпущены сионистские материалы на идише, иврите и русском языке. В Одессе возглавил сионистское Палестинское общество, а затем в Москве входил в руководство сионистской организации города под руководством И. Членова. Был делегатом и принимал участие в работе 9, 12, 14, 16, 18 и 21 Всемирных сионистских конгрессов.
Переехав в Петербург в начале 1910-х принял управление делами еженедельника «Гацефира», издательства «Восток» и редакции Еврейской энциклопедии Брокгауза и Эфрона.
После Февральской революции 1917 году принимал участие в работе Всероссийской сионистской конференции, одновременно издавал в Петрограде ежедневную газету «Петроградер тоген-блат». В 1919 году в Египте занимал должность заведующего редакцией газеты на иврите «Хадашот Ха-эрец».
С 1922 года некоторое время жил в Берлине, где совместно с Владимиром Жаботинским и Залманом Шнеуром был среди основателей издательства «Ха-Сефер», а затем собственного «Издательство С. Д. Зальцмана», выпускавшее книги на иврите и на русском языке.
С 1925 жил в Тель-Авиве, где занялся общественной деятельностью. Входил в состав руководства Тель-Авивского муниципалитета (1926—1927), Хозяйственного, а затем Городского суда Тель-Авива. Один из основателей и член исполнительного комитета ежедневной газеты «Ха-Бокер».

## Произведения
- «Мин хэ-авар» (1944).